# Scinax manriquei
Der neotropische Froschlurch Scinax manriquei (Syn.: Scinax flavidus La Marca, 2004) gehört zur Familie der Laubfrösche.

## Beschreibung
Scinax manriquei unterscheidet sich von anderen Arten der Gattung durch ihre auffällig gelbe Färbung (besonders bei Männchen), zwei dorsolaterale Streifen und ungemusterte hintere Oberseiten der Schenkel. Barrio-Amorós et al. (2004) geben für Männchen (n=18) eine Kopf-Rumpf-Länge von 27,7±1,7 mm und für Weibchen (n=4) von 31,1±1,1 mm an. Fotos und Zeichnungen finden sich bei La Marca (2004) und La Marca (2007)
Die Art wird innerhalb der Gattung Scinax in die Scinax ruber-Klade gestellt.

## Verbreitung und Lebensweise
Die Art kommt in den Anden von Venezuela und Kolumbien vor. In Venezuela ist sie von einem einzigen Fundpunkt bei Bramón in 600 m über dem Meeresspiegel bekannt. Ansonsten kommt sie zwischen 1000 und 1700 m über dem Meeresspiegel vor; in Venezuela beidseitig der Tiefebene von Táchira und weit verbreitet auf der Cordillera de Mérida, einem Andenausläufer. In Kolumbien gibt es zwei Fundorte in Bergregenwäldern nahe der Grenze zu Venezuela (1400–1500 m ü. NN).
Scinax flavidus wurde bisher sowohl in anthropogen veränderter Vegetation und künstlichen Gewässern als auch Überresten von Primärwald gefunden. Ein Individuum wurde in einer Bromelie 2 m über dem Boden gefunden, jedoch wurde keine Reproduktion nachgewiesen und die Laichgewässer dieser Art bleiben somit noch unbekannt.

## Streit um die Priorität
Die Art wurde 2004 in kurzer Abfolge zweimal unabhängig voneinander beschrieben. Das Manuskript von Enrique La Marca, in dem die neue Art unter dem wissenschaftlichen Namen Scinax flavidus beschrieben wurde, erschien in einer von La Marca selbst herausgegebenen neuen Zeitschrift mit dem Titel Herpetotropicos, auf deren Umschlagblatt das Datum 1. März 2004 vermerkt war. Die Beschreibung der Arbeitsgruppe um César Luis Barrio-Amorós unter dem Namen Scinax manriquei war wesentlich ausführlicher, erschien aber erst am 26. März 2004 in der Zeitschrift Journal of Herpetology. Die beiden wurden bis 2007 als unterschiedliche Arten geführt, bis La Marca auf die gleiche gelbe Färbung und andere Merkmale hinwies und die beiden beschriebenen Arten als synonym erklärte. Somit hätte die Namensgebung Scinax flavidus die Priorität vor Scinax manriquei gehabt, was La Marca 2007 im damals erschienenen dritten Jahrgang seiner Zeitschrift Herpetotropicos auch hervorhob. Die Gruppe um Barrio-Amorós fand jedoch heraus, dass die Veröffentlichung von La Marcas Zeitschrift am 1. März nicht nachgewiesen werden konnte. Der Umschlag wurde erst Ende Mai 2004 gedruckt, Belegexemplare kamen erst Monate später in den Bibliotheken an. Selbst wenn der Inhalt der Zeitschrift, deren Seiten nur den Vermerk „März 2004“ tragen, schon vorab veröffentlicht worden wäre, so müsste er nach den Regeln des ICZN mit Erscheinungsdatum 31. März klassifiziert werden. Die Priorität der Erstbeschreibung und der wissenschaftliche Name des Frosches wurden daher geändert.

## Gefährdung
Die IUCN listet die Art unter dem Namen Scinax flavidus als „nicht gefährdet“ (Least Concern). Ihre weite Verbreitung und die Tatsachen, dass die Gesamtpopulation als genügend groß geschätzt wird und die Art in sich verändernden Habitaten gefunden wurde, begründen dies. Die Bearbeiter sehen es als unwahrscheinlich an, dass die Bestände der Art schnell genug abnehmen können, um eine höhere Gefährdungsstufe zu rechtfertigen. Zudem kommt die Art in dem „Chorro El Indio“-Nationalpark in Venezuela vor. Jedoch ist die genaue Abundanz und der Populationstrend sowie Hauptgefährdungsursachen unbekannt.